# Harry Nolte
Harry Nolte (ur. 11 czerwca 1961 w Zwickau) – niemiecki kajakarz, medalista mistrzostw świata, olimpijczyk. W czasie swojej kariery sportowej reprezentował Niemiecką Republikę Demokratyczną.

## Kariera sportowa
Zajął 8. miejsce w wyścigu kajaków dwójek (K-2) na dystansie 1000 metrów na mistrzostwach świata w 1979 w Duisburgu. Na igrzyskach olimpijskich w 1980 w Moskwie startował razem z Peterem Hempelem w wyścigu dwójek na 1000 metrów, zajmując w finale 5. miejsce.
Zdobył brązowy medal w wyścigu jedynek (K-1) na dystansie 1000 metrów, przegrywając jedynie z Jeremym Westem z Wielkiej Brytanii i Ferencem Csipesem z Węgier na mistrzostwach świata w 1986 w Montrealu. 
Zdobył wiele medali mistrzostw NRD. Na dystansie 1000 metrów był mistrzem w jedynkach w 1984 i 1986, w dwójkach w latach 1979–1982 oraz w czwórkach w 1981, 1982 i 1987, a także wicemistrzem w jedynkach w 1981 i 1987 oraz w czwórkach w 1984. Był również mistrzem NRD w czwórkach na dystansie 500 metrów w 1983 i brązowym medalistą w jedynkach na 10 000 metrów w 1987. 